# Annibale Cressoni
Annibale Cressoni (Brescia, 16 luglio 1820 – Como, 3 ottobre 1881) è stato un giornalista, patriota e impresario teatrale italiano.

## Biografia
Figlio di un cappellaio, a causa delle modeste condizioni economiche della sua famiglia non concluse neppure gli studi elementari. Trovato lavoro come commesso in una libreria di Milano, si era ormai formato una discreta cultura da autodidatta quando, all'età di venticinque anni, si trasferì a Como per rilevare il negozio di libri di Carlo Pietro Ostinelli. La sua libreria divenne il punto d'incontro dei liberali comaschi e vi si tenevano spesso riunioni sovversive e discorsi patriottici in chiave antiaustriaca.
Nel 1848, allo scoppio dell'insurrezione, scese in strada a combattere, contribuendo al successo delle Cinque Giornate di Como. Al ritorno degli Austriaci dovette ritirarsi a Vacallo, in Canton Ticino, finché la situazione politica, divenuta meno tesa, non gli permise tornare definitivamente a Como.
Cominciò ad occuparsi del problema operaio, dando un impulso decisivo all'associazionismo locale, e numerose furono anche le sue iniziative di carattere umanitario, come l'istituzione di un fondo che elargiva sussidi alle madri lattanti povere.
Nel 1850 decise di fondare un giornale, Il Corriere del Lario, che fu per decenni l'unico della città, formò l'opinione pubblica comasca ed oggi costituisce un documento prezioso del costume, della cronaca, della politica locale del secondo Ottocento. Di questo giornale Cressoni era contemporaneamente editore, direttore, redattore, cronista e correttore di bozze.
Scrisse numerose poesie, che finirono in gran parte disperse; scrisse due libretti d'opera, Carlo Magno e Anna Campbell, che furono musicati da Eugenio Torriani e messi in scena alla Scala e alla Cannobiana.
Ma l'iniziativa più coraggiosa e rischiosa di Annibale Cressoni fu quella di costruire a Como, in concorrenza con il Teatro Sociale, un nuovo teatro. Aperto nel 1870, la struttura prese presto il nome del suo ideatore e si chiamò, pertanto, Teatro Cressoni. Organizzò stagioni liriche, portò a Como le più note compagnie drammatiche, ospitò spesso un artista del calibro di Edoardo Ferravilla.
Non seppe però trarne vantaggi economici: “molti applausi ma pochi incassi”, scriveva. Non pensava certo di arricchirsi con questa iniziativa, ma neppure di finire in miseria. Invece varie delusioni e traversie affrettarono la sua fine.
Morì a sessantun anni, la sera del 3 ottobre 1881, in una stanzetta all'interno del suo teatro, nella quale, solo in parte attutite da una parete, giungevano le risate del pubblico che assisteva ad una commedia.
I funerali furono modestissimi.